# Отчёт о развитии человечества
«Отчёт о развитии человечества» (англ. Human Development Report) — ежегодная публикация, издаваемая Программой развития ООН.
Данный отчёт впервые был представлен в 1990 году. Его целью было поставить человека в центр процесса развития (сотрудничества) с точки зрения экономических дебатов, политики и пропаганды. Развитие было характерно предоставлением выбора и свобод, что привело к широким результатам.
С тех пор были разработаны четыре новых индекса — Индекс развития человеческого потенциала (англ. Human Development Index), Гендерный индекс развития (англ. Gender-related Development Index), Мера гендерного расширения (англ. Gender Empowerment Measure; определяет неравенство между возможностями мужчин и женщин в отдельной стране) и Индекс бедности человечества (англ. Human Poverty Index). В отчёте 2010 года был представлен новый индекс: Индекс гендерного неравенства (англ. Gender Inequality Index ).
«Отчёт о развитии человечества» является независимым отчётом, установленным Программой развития ООН, и является продуктом, созданным специально отобранными группами людей, состоящих из ведущих учёных, практиков из области развития и сотрудничества, а также членов Офиса отчёта о развитии человечества. Отчёт переведён на многие языки и ежегодно проводится в более чем 140 странах мира.